# 80e Golden Globe Awards
De 80e Golden Globe Awards werden op 10 januari 2023 uitgereikt in het Beverly Hilton Hotel in Beverly Hills. De prijsuitreiking bekroont het beste in film en televisie van 2022, gekozen door de Hollywood Foreign Press Association (HFPA). De nominaties werden op 12 december 2022 bekendgemaakt door actrices Mayan Lopez en Selenis Leyva en HFPA-voorzitter Helen Hoehne.

## Film – winnaars en genomineerden
De winnaars staan bovenaan in vet lettertype.

### Beste film – drama
- The Fabelmans
  - Avatar: The Way of Water
  - Elvis
  - Tár
  - Top Gun: Maverick

### Beste film – musical of komedie
- The Banshees of Inisherin
  - Babylon
  - Everything Everywhere All at Once
  - Glass Onion: A Knives Out Mystery
  - Triangle of Sadness

### Beste regisseur
- Steven Spielberg – The Fabelmans
  - James Cameron – Avatar: The Way of Water
  - Daniel Kwan en Daniel Scheinert – Everything Everywhere All at Once
  - Baz Luhrmann – Elvis
  - Martin McDonagh – The Banshees of Inisherin

### Beste acteur in een film – drama
- Austin Butler – Elvis
  - Brendan Fraser – The Whale
  - Hugh Jackman – The Son
  - Bill Nighy – Living
  - Jeremy Pope – The Inspection

### Beste actrice in een film – drama
- Cate Blanchett – Tár
  - Olivia Colman – Empire of Light
  - Viola Davis – The Woman King
  - Ana de Armas – Blonde
  - Michelle Williams – The Fabelmans

### Beste acteur in een film – musical of komedie
- Colin Farrell – The Banshees of Inisherin
  - Diego Calva – Babylon
  - Daniel Craig – Glass Onion: A Knives Out Mystery
  - Adam Driver – White Noise
  - Ralph Fiennes – The Menu

### Beste actrice in een film – musical of komedie
- Michelle Yeoh – Everything Everywhere All at Once
  - Lesley Manville – Mrs. Harris Goes to Paris
  - Margot Robbie – Babylon
  - Anya Taylor-Joy – The Menu
  - Emma Thompson – Good Luck to You, Leo Grande

### Beste mannelijke bijrol in een film
- Ke Huy Quan – Everything Everywhere All at Once
  - Brendan Gleeson – The Banshees of Inisherin
  - Barry Keoghan – The Banshees of Inisherin
  - Brad Pitt – Babylon
  - Eddie Redmayne – The Good Nurse

### Beste vrouwelijke bijrol in een film
- Angela Bassett – Black Panther: Wakanda Forever
  - Kerry Condon – The Banshees of Inisherin
  - Jamie Lee Curtis – Everything Everywhere All at Once
  - Dolly de Leon – Triangle of Sadness
  - Carey Mulligan – She Said

### Beste script
- Martin McDonagh – The Banshees of Inisherin
  - Todd Field – Tár
  - Daniel Kwan en Daniel Scheinert – Everything Everywhere All at Once
  - Sarah Polley – Women Talking
  - Steven Spielberg en Tony Kushner – The Fabelmans

### Beste filmmuziek
- Justin Hurwitz – Babylon
  - Carter Burwell – The Banshees of Inisherin
  - Alexandre Desplat – Guillermo del Toro's Pinocchio
  - Hildur Guðnadóttir – Women Talking
  - John Williams – The Fabelmans

### Beste nummer
- "Naatu Naatu" (M.M. Keeravani en Chandrabose) – RRR
  - "Carolina" (Taylor Swift) – Where the Crawdads Sing
  - "Ciao Papa" (Alexandre Desplat, Roeban Katz en Guillermo del Toro) – Guillermo del Toro's Pinocchio
  - "Hold My Hand" (Lady Gaga, BloodPop en Benjamin Rice) – Top Gun: Maverick
  - "Lift Me Up" (Tems, Rihanna, Ryan Coogler en Ludwig Göransson) – Black Panther: Wakanda Forever

### Beste film – niet-Engelstalig
- Argentina, 1985 (Argentinië)
  - All Quiet on the Western Front (Duitsland)
  - Close (België, Frankrijk en Nederland)
  - Decision to Leave (Zuid-Korea)
  - RRR (India)

### Beste film – animatie
- Guillermo del Toro's Pinocchio
  - Inu-Oh
  - Marcel the Shell with Shoes On
  - Puss in Boots: The Last Wish
  - Turning Red

### Films met meerdere nominaties
De volgende films ontvingen meerdere nominaties:
| Nominaties | Film                              | Awards |
| ---------- | --------------------------------- | ------ |
| 8          | The Banshees of Inisherin         | 3      |
| 6          | Everything Everywhere All at Once | 2      |
| 5          | Babylon                           | 1      |
| 5          | The Fabelmans                     | 2      |
| 3          | Elvis                             | 1      |
| 3          | Guillermo del Toro's Pinocchio    | 1      |
| 3          | Tár                               | 1      |
| 2          | Avatar: The Way of Water          |        |
| 2          | Black Panther: Wakanda Forever    | 1      |
| 2          | Glass Onion: A Knives Out Mystery |        |
| 2          | The Menu                          |        |
| 2          | RRR                               | 1      |
| 2          | Top Gun: Maverick                 |        |
| 2          | Triangle of Sadness               |        |
| 2          | Women Talking                     |        |

## Cecil B. DeMille Award
- Eddie Murphy

## Televisie – winnaars en genomineerden
De winnaars staan bovenaan in vet lettertype.

### Beste dramaserie
- House of the Dragon
  - Better Call Saul
  - The Crown
  - Ozark
  - Severance

### Beste komische of muzikale serie
- Abbott Elementary
  - The Bear
  - Hacks
  - Only Murders in the Building
  - Wednesday

### Beste miniserie of televisiefilm
- The White Lotus
  - Black Bird
  - Dahmer – Monster: The Jeffrey Dahmer Story
  - The Dropout
  - Pam & Tommy

### Beste acteur in een dramaserie
- Kevin Costner – Yellowstone
  - Jeff Bridges – The Old Man
  - Diego Luna – Andor
  - Bob Odenkirk – Better Call Saul
  - Adam Scott – Severance

### Beste actrice in een dramaserie
- Zendaya – Euphoria
  - Emma D'Arcy – House of the Dragon
  - Laura Linney – Ozark
  - Imelda Staunton – The Crown
  - Hilary Swank – Alaska Daily

### Beste acteur in een komische of muzikale serie
- Jeremy Allen White – The Bear
  - Donald Glover – Atlanta
  - Bill Hader – Barry
  - Steve Martin – Only Murders in the Building
  - Martin Short – Only Murders in the Building

### Beste actrice in een komische of muzikale serie
- Quinta Brunson – Abbott Elementary
  - Kaley Cuoco – The Flight Attendant
  - Selena Gomez – Only Murders in the Building
  - Jenna Ortega – Wednesday
  - Jean Smart – Hacks

### Beste acteur in een televisiefilm of miniserie
- Evan Peters – Dahmer – Monster: The Jeffrey Dahmer Story
  - Taron Egerton – Black Bird
  - Colin Firth – The Staircase
  - Andrew Garfield – Under the Banner of Heaven
  - Sebastian Stan – Pam & Tommy

### Beste actrice in een televisiefilm of miniserie
- Amanda Seyfried – The Dropout
  - Jessica Chastain – George & Tammy
  - Julia Garner – Inventing Anna
  - Lily James – Pam & Tommy
  - Julia Roberts – Gaslit

### Beste mannelijke bijrol in een komische-, muzikale- of dramaserie
- Tyler James Williams – Abbott Elementary
  - John Lithgow – The Old Man
  - Jonathan Pryce – The Crown
  - John Turturro – Severance
  - Henry Winkler – Barry

### Beste vrouwelijke bijrol in een komische-, muzikale- of dramaserie
- Julia Garner – Ozark
  - Elizabeth Debicki – The Crown
  - Hannah Einbinder – Hacks
  - Janelle James – Abbott Elementary
  - Sheryl Lee Ralph – Abbott Elementary

### Beste mannelijke bijrol in een miniserie of televisiefilm
- Paul Walter Hauser – Black Bird
  - F. Murray Abraham – The White Lotus
  - Domhnall Gleeson – The Patient
  - Richard Jenkins – Dahmer – Monster: The Jeffrey Dahmer Story
  - Seth Rogen – Pam & Tommy

### Beste vrouwelijke bijrol in een miniserie of televisiefilm
- Jennifer Coolidge – The White Lotus
  - Claire Danes – Fleishman Is in Trouble
  - Daisy Edgar-Jones – Under the Banner of Heaven
  - Niecy Nash – Dahmer – Monster: The Jeffrey Dahmer Story
  - Aubrey Plaza – The White Lotus

### Series met meerdere nominaties
De volgende series ontvingen meerdere nominaties:
| Nominaties | Serie                                      | Awards |
| ---------- | ------------------------------------------ | ------ |
| 5          | Abbott Elementary                          | 3      |
| 4          | The Crown                                  |        |
| 4          | Dahmer – Monster: The Jeffrey Dahmer Story | 1      |
| 4          | Only Murders in the Building               |        |
| 4          | Pam & Tommy                                |        |
| 4          | The White Lotus                            | 2      |
| 3          | Black Bird                                 | 1      |
| 3          | Hacks                                      |        |
| 3          | Ozark                                      | 1      |
| 3          | Severance                                  |        |
| 2          | Barry                                      |        |
| 2          | The Bear                                   | 1      |
| 2          | Better Call Saul                           |        |
| 2          | The Dropout                                | 1      |
| 2          | House of the Dragon                        | 1      |
| 2          | The Old Man                                |        |
| 2          | Under the Banner of Heaven                 |        |
| 2          | Wednesday                                  |        |

## Carol Burnett Award
- Ryan Murphy